# Genes MEIS
Los genes Meis codifican para uno de los cuatro tipos de homeodominios atípicos (junto con PBC, MEIS, TGIF e IRO o Iroquois) pertenecientes a la superclase TALE. Este homeodominio se caracteriza por la presencia de tres residuos extra entre las hélices 1 y 2, que se generan debido a un splicing alternativo (corte y empalme alternativo de intrones, generándose distintos productos génicos a partir de una misma secuencia de DNA) en el homeobox codificante para este dominio de unión al DNA.
El papel que juegan los productos de algunos de estos genes es el de unirse a otras homeoproteínas potenciando o impidiendo su unión al DNA (es decir,actuando como co-represores o co-activadores), favoreciendo así su actividad como factores transcripcionales.
Estudios comparativos (entre otros análisis de alineamiento de secuencias) entre Meis y otros genes homeóticos revelan la existencia de un grupo ancestral de homeoboxes, debido a la existencia de al menos dos dominios muy conservados comunes para todos estos genes esenciales durante el desarrollo embrionario. Este hecho parece indicar la presencia de los genes homeóticos TALE ya en el ancestro común en plantas, hongos y animales, de modo que estos genes serían una de las ramas derivadas de un supuesto gen homeótico ancestral.
Recientemente, algunos de estos genes (en concreto Meis1) se han visto relacionados con el neuroblastoma, al detectarse sobreexpresado en líneas celulares con este tumor.
- Datos: Q5877074